# Elbirtoklás
Az elbirtoklás a dologi jog egyik fontos jogintézménye, a tulajdonjog megszerzésének egyik módja. Elbirtoklás útján az szerzi meg a dolog tulajdonjogát, aki a dolgot a jogszabályban előírt időszakon át szakadatlanul a sajátjaként birtokolja. Ugyanakkor nem birtokolja el a dolgot mégsem az, aki a dolog birtokába bűncselekménnyel, erőszakkal vagy alattomos módon jutott. Mindezzel a jog az időmúlás következményeit tolerálja oly módon, hogy nem kíván beavatkozni egy olyan állapotba, melyet hosszú ideig tartó nyugodt gyakorlat szentesített.

## A végül is hatályba nem lépett 2009. évi Polgári törvénykönyvben
- A Polgári törvénykönyvről szóló, 2014. március 15-e előtt hatályos Polgári törvénykönyv az elbirtokolásról a következőket rendelte:

Elbirtoklás útján megszerzi a dolog tulajdonjogát, aki a dolgot sajátjaként ingatlan esetében tizenöt, más dolog esetében pedig tíz éven át szakadatlanul birtokolja. Aki bűncselekménnyel vagy egyébként erőszakos vagy alattomos úton jutott a dolog birtokához, elbirtoklás útján nem szerez tulajdonjogot.
- Az elbirtoklás megszakad ha:
  - a tulajdonos a birtokost a dolog kiadására írásban felszólítja vagy eziránt bírósághoz fordul
  - a tulajdonos a birtokkal rendelkezik (112. §)
  - a birtokos a birtokot akaratán kívül elveszti, és azt egy éven belül nem szerzi vissza, illetőleg egy éven belül nem kéri a bíróságnál, hogy a dolog újabb birtokosa a dolgot adja vissza.
- Ha az elbirtoklás megszakad, a birtoklásnak addig letelt ideje nem vehető figyelembe, és az elbirtoklás a megszakadást okozó körülmény elmúltával újból kezdődik.

## A 2014. március 15-étől hatályos magyar Polgári törvénykönyvben
A Polgári törvénykönyvről szóló 2013. évi V. törvény XII. Fejezetének címe: Az elbirtoklás.

### Az elbirtoklás feltételei és jogi hatása
Elbirtoklás útján megszerzi a dolog tulajdonjogát, aki a dolgot ingatlan esetén tizenöt, ingó dolog esetén tíz éven át sajátjaként szakadatlanul birtokolja.
Ingó dolog tulajdonjogának elbirtoklásával megszűnnek a harmadik személynek a dolgot terhelő olyan jogai, amelyek az elbirtokló birtokának megszerzése előtt keletkeztek, és amelyekre nézve az elbirtoklás ideje szintén eltelt, kivéve, ha az elbirtokló a harmadik személy jogának fennállása tekintetében nem volt jóhiszemű.
Elidegenítési és terhelési tilalom fennállása nem zárja ki az elbirtoklással való tulajdonszerzést, ha az elbirtoklás feltételei egyébként fennállnak.
Az elbirtoklásra vonatkozó általános szabályok szerint birtokolható el a dolog tulajdoni hányada is.

### A jogcímes elbirtoklás
Az elbirtoklás öt év elteltével következik be, ha a birtokos az ingatlan birtokát a tulajdonostól olyan írásbeli szerződéssel szerezte, amelynek alapján a tulajdonjogának ingatlan-nyilvántartási bejegyzését követelhetné, ha a szerződés az ehhez megkívánt alakszerűségi követelményeknek megfelelne, és a birtokos az ellenszolgáltatást teljesítette.

### Jogutódlás az elbirtoklásban
Az új birtokos saját elbirtoklásának idejéhez hozzászámíthatja azt az időt, amely jogelődjének birtoklása idején már elbirtoklási időnek minősült.

### Az elbirtoklás kizártsága
Aki bűncselekménnyel vagy egyébként erőszakos vagy alattomos úton jutott a dolog birtokához, elbirtoklás útján nem szerez tulajdonjogot.
Ingatlan tulajdonjogát elbirtoklás útján nem lehet megszerezni, ha az elbirtoklás feltételei a föld egy részére vonatkozóan állnak fenn, és a föld nem osztható meg.

### Az elbirtoklási idő nyugvása
Ha a tulajdonos menthető okból nincs abban a helyzetben, hogy tulajdonosi jogait gyakorolhassa, az akadály megszűnésétől számított egy évig az elbirtoklás akkor sem következik be, ha egyébként az elbirtoklási idő már eltelt vagy abból egy évnél kevesebb volna hátra.

### Az elbirtoklás megszakadása
Az elbirtoklás megszakad, ha
a) a tulajdonos a dolog kiadása iránti követelését bírósági úton érvényesíti;
b) a tulajdonos a dologgal kapcsolatban tulajdonosi jogát gyakorolja; vagy
c) a birtokos a birtokot akaratán kívül elveszti, és azt egy éven belül nem szerzi vissza, vagy egy éven belül nem kéri a bíróságnál, hogy a dolog újabb birtokosa a dolgot adja vissza.
Ha az elbirtoklás megszakad, a birtoklásnak addig eltelt ideje nem vehető figyelembe, és az elbirtoklás a megszakadást okozó körülmény elmúltával újból kezdődik.